# Actumnus griffini
Actumnus griffini is een krabbensoort uit de familie van de Pilumnidae. De wetenschappelijke naam van de soort is voor het eerst geldig gepubliceerd in 2006 door Takeda & Webber.